# روح‌آباد (زرند)
روح‌آباد، روستایی از توابع بخش مرکزی شهرستان زرند در استان کرمان ایران است.
این روستا دارای یک داروخانه، یک بیمارستان مجهز به نام امام علی علیه السلام است.
دارای مساجد متعدد از جمله امام حسن(ع)، (ع)،امام رضا (ع) و مسجد جامع است.
عزاداریهای این روستای دارای قدمتی طولانی است.

## جمعیت
این روستا از توابع شهرستان زرند و در ۳ کیلومتری مرکز شهر قرار دارد . از بناهای مشهور این روستا می توان برج نصرت آباد و عمارت بزرگ سیّدعلی خان را نام برد که اکنون جز بافت قدیمی و تاریخی روستا به شمار می آیند.(بنای فوق در زلزله دهه ۸۰ خسارات فراوانی دیده اند)
نام های خانوادگی متنوعی در این روستا وجود دارد از جمله: عرب نصرت آبادی، میرزایی شاهجهان آبادی، محمدی اکبرآبادی، زعیم باشی نصرت آبادی، و .... که می توان به ان اشاره کرد.
از مکان های مذهبی آن می توان به حسینیه سیدالشهداء (موسس:حاج غلامحسین محمدی) و تکیه ابوالفضل یا بیت العباس (موسس:حاج محمد محمود زاده مشهور به محمد قاسم) اشاره کرد که اکثر مراسم مذهبی در آنها برگزار میگردد.
پسته تک محصول این روستا و پسته ممتاز آن جزء مرغوبترین نوع از ارقام پسته می باشد.
مکان های ورزشی:سالن امام علی روح اباد.  